# Mark Richt
Mark Richt, né le 18 février 1960 à Omaha dans le Nebraska, est un entraîneur de football américain universitaire. Après avoir été entraîneur principal des Bulldogs de la Géorgie pendant plus d'une décennie, il est devenu l'entraîneur en chef des Hurricanes de Miami en 2015.

## Biographie
Mark Richt naît dans le Nebraska en 1960. Alors qu'il a sept ans, sa famille déménage à Boulder lorsque son père, Lou, obtient un travail à IBM. Il déménage de nouveau dans son adolescence pour Boca Raton. En high school à Boca Raton, Richt devient une vedette sportive.
Après une carrière de joueur de football américain sous les couleurs des Hurricanes de Miami de 1979 à 1982, Mark Richt devient entraîneur assistant de Bobby Bowden aux Seminoles de Florida State. Lorsque l'offensive tackle de l'équipe universitaire Pablo Lopez est tué dans une fusillade sur un parking, Bowden rappelle à toute l'équipe l'importance de profiter de la vie. Cette tragédie a un impact sur Richt qui devient un fervent chrétien. En 1994, il perd son grand frère, Louis, du sida. En plus des deux enfants qu'il a eu avec sa femme Katharyn, nommées Jon et David, l'entraîneur a adopté deux enfants ukrainiens.
Recruté par les Bulldogs de la Géorgie en 2001, Mark Richt obtient de nombreux succès avec l'équipe universitaire, terminant sept saisons dans les dix premières places des classements nationaux et remportant neuf bowls. Embauché par les Hurricanes de Miami en décembre 2015, Richt obtient de nombreux succès dans ses deux premières saisons avec l'université de Miami et se voit proposer une prolongation de contrat de longue durée.